# Бий і біжи
Бий і біжи (англ. Hit and Run) — американський комедійний вестерн режисера Едварда Седжвіка 1924 року.

## Сюжет
Сват Андерсон — ковбой, який грає в бейсбольній команді і може відбити м'яч так далеко, що одноклубникам доводиться посилати чоловіка верхи, щоб вернути його. Це допомагає йому потрапити до вищої ліги. Сват вміє відбивати і швидко бігати, але він не може зловити м'яч…

## У ролях
- Гут Гібсон — Сват Андерсон
- Меріон Герлан — Джоан Маккарті
- Сиріл Рінг — Джордж Коллінз
- Гарольд Гудвін — Teкс Адамс
- Девітт Дженнінгс — Джо Бернс
- Майк Донлін — Ред Маккарті
- Вільям Стіл — Ховрах